# 2013 no Brasil
Esta é uma cronologia dos fatos acontecimentos de ano 2013 no Brasil.

## Incumbentes
- Presidente: Dilma Rousseff (2011 - 2016)
- Vice-Presidente: Michel Temer (2011 - 2016)
- Presidente do Senado Federal – Renan Calheiros (2013–2017)

## Eventos
- 1 de janeiro: Prefeitos e vereadores, eleitos nas eleições municipais de 2012, tomam posse em todas as cidades brasileiras.[1]
- 27 de janeiro: Incêndio em uma casa noturna mata 242 pessoas em Santa Maria, no estado do Rio Grande do Sul, sendo considerado como a segunda maior tragédia da história do Brasil.[2][3]
- 8 de março: O ex-goleiro Bruno Fernandes de Souza é condenado a 22 anos e três meses de prisão pela morte de sua ex-namorada Eliza Samudio.[4]
- 13 de março: O traficante Fernandinho Beira-Mar é condenado no Rio de Janeiro a 80 anos de prisão por crimes de 2002.[5]
- 14 de março: O ex-namorado Mizael Bispo de Souza é condenado a 20 anos de prisão pela morte da advogada Mércia Nakashima.[6]
- 19 de março: O Senado Federal do Brasil aprova, por unanimidade, a proposta da ampliação dos direitos das empregadas domésticas.[7]
- 29 a 31 de março: A segunda versão brasileira do festival de música Lollapalooza é realizada no Jockey Club, em São Paulo.[8][9]
- 4 de maio: Nhá Chica torna-se a primeira leiga e negra brasileira a ser declarada beata pela Igreja Católica.[10]
- 6 de junho: As manifestações contra o aumento das tarifas de transporte público começam em São Paulo e nas outras cidades do país.[11]
- 20 de junho: protestos em 69 cidades levam  1,55 milhão de pessoas às ruas.
- 25 de junho: Rejeitada pela maioria da Câmara dos Deputados a proposta de emenda constitucional 37/2011, abreviada como PEC 37.[12]
- 22 de julho: Chega ao Brasil o Papa Francisco em sua primeira viagem internacional.[13]
- 23 a 28 de junho: A XXVIII Jornada Mundial da Juventude acontece na cidade do Rio de Janeiro.[14]

## Temas
- 2013 na televisão brasileira

## Mortes
- 15 de janeiro: Clayton Silva, ator e humorista (n. 1938).
- 17 de janeiro: Adalgisa Colombo, modelo, apresentadora e atriz (n. 1940).
- 18 de janeiro:
  - Walmor Chagas, ator, diretor e produtor (n. 1930).
  - Heloísa Millet, atriz e bailarina (n. 1948).
- 22 de janeiro: Lídia Mattos, atriz brasileira (n. 1924).
- 6 de março: Chorão, vocalista da banda de rock brasileira Charlie Brown Jr. (n. 1970).
- 21 de maio: Ruy Mesquita, diretor do jornal O Estado de S. Paulo (n. 1925).
- 26 de maio: Roberto Civita, presidente do Grupo Abril e fundador da revista Veja (n. 1936)